# Bernhard Wiegandt

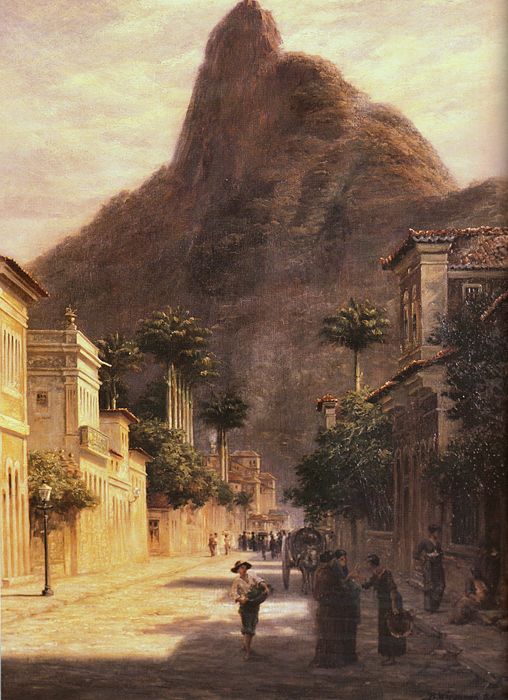
Rua São Clemente, Rio de Janeiro, 1884

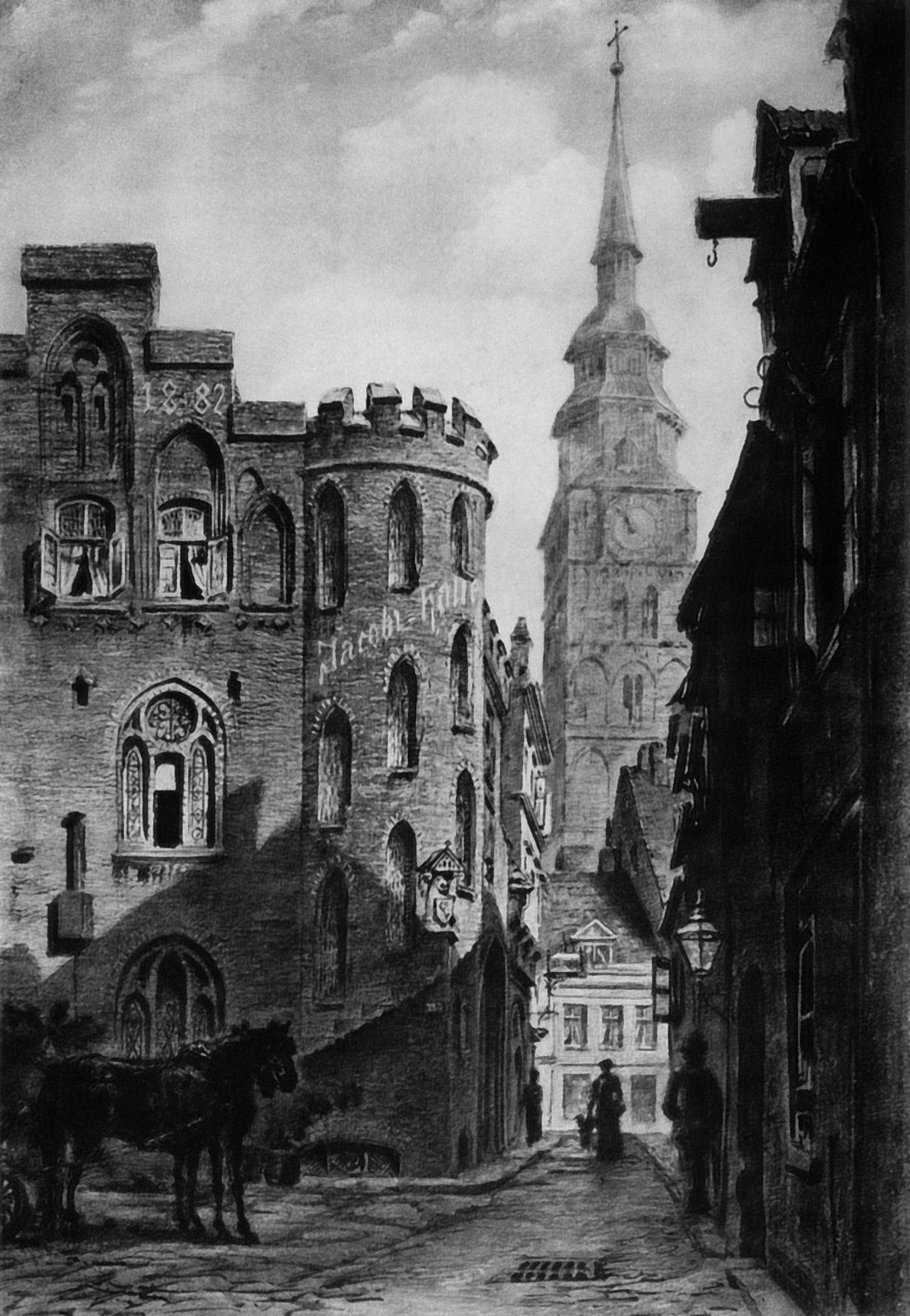
Jacobihalle in Bremen, Zeichnung 1890

Bernhard Friedrich Wilhelm Wiegandt (* 13. Mai 1851 in Köln; † 28. März 1918 in Bremen) war ein deutscher Maler, Bühnenbildner und Kunstlehrer.

## Biografie
Wiegandt war der Sohn eines Zimmermanns, der früh starb. Johannes Niessen, der Kölner Historien- und Kirchenmaler und Konservator des Wallraf-Richartz-Museums, gab ihm zunächst Zeichenunterricht. 1870 bis 1873 machte er eine Ausbildung zum Theatermaler in Berlin und arbeitete anschließend als Bühnenbildner für das Theater in Hannover.
Auf Einladung seines Bruders lebte er von 1875 bis 1880 in Brasilien, wo er seine Eindrücke vorwiegend in Aquarellen festhielt (e.g., „Belém“, Aquarelle, Sammlung Museu de Arte do Rio (MAR), Donation Max Perlingeiro).
Danach studierte er kurz an der Düsseldorfer Akademie und anschließend an der Akademie der Bildenden Künste München bei Gyula Benczúr und Ludwig von Löfftz (Februar 1881 Eintritt in die Naturklasse).
1890 ließ sich Wiegandt in Bremen nieder, wo er fortan malte und auch Unterricht gab: Von 1893 bis 1895 gehörte auch die junge Paula Modersohn-Becker zu seinen Schülerinnen. Er schuf die Mappe Das malerische Bremen 1890. Er hatte Kontakte zu den Künstlern in Worpswede. Die besonderen malerischen Reize Fischerhudes bewogen ihn, 1902 dort ein Atelier einzurichten, das er in den Sommermonaten nutzte. Neben Bremen, Worpswede und Fischerhude malte er in der Heide, an der Nordseeküste und auf Helgoland Landschafts- und Architekturbilder. Reisen führten ihn auch nach Norwegen, in die Rhön und nach Thüringen. Er illustrierte Festschriften unter anderem für den Bürgerschaftspräsidenten Heinrich Claussen, den Schriftsteller Heinrich Bulthaupt und den Oberbaudirektor Ludwig Franzius. Für Bronzegüsse fertigte er Zeichnungen. Auch sind Musterzeichnungen für die Delmenhorster Linoleumwerke bekannt. Zudem restaurierte er Ölbilder, so auch in der oberen Bremer Rathaushalle. Weiterhin schmückte er beim Neuen Rathaus verschiedene Decken und Wände; hier hängt das Spätwerk Bremen vom Weserwehr. Er schuf Kopien von Ölbildern und Karten vom Stadtgebiet.
Neueren Kunstrichtungen stand Wiegandt kritisch gegenüber. Er fühlte sich verkannt und wurde im höheren Alter depressiv. Er erholte sich etwas in Oyten-Sagehorn, malte noch Einiges, bevor er 1917 in die Nervenklinik Osterholz-Ellen eingewiesen wurde, wo er 1918 starb.

## Künstlerfamilie
Seine beiden Töchter Bertha Wiegandt (1889–1977) und Else Wiegandt (1894–1985) widmeten sich ebenfalls der Malerei. Sie wurden vom Vater ausgebildet. Bertha war eine hervorragende Porträtistin, Else spezialisierte sich auf Tierbilder und malte auch Porträts. Beide stellten in Berlin aus. Der Neffe des Vaters war der Maler Fritz Stuckenberg.